# Pleuroprion intermedium
Pleuroprion intermedium är en kräftdjursart som först beskrevs av Richardson 1899.  Pleuroprion intermedium ingår i släktet Pleuroprion och familjen Antarcturidae. Inga underarter finns listade i Catalogue of Life.